# Tarte Tatin
La tarte Tatin est une tarte aux pommes caramélisées au sucre et au beurre dont la pâte est disposée au-dessus de la garniture avant la cuisson au four. Elle est ensuite renversée sur un plat et servie tiède.

## Origine

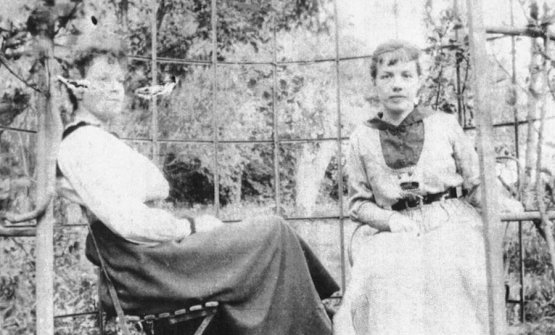
Caroline et Stéphanie Tatin.

La tourte retournée est mentionnée en 1790. La Tradition : revue générale des contes, légendes en 1906 cite l'expression : « Lorsqu'il arrive que, de deux sœurs, la cadette se marie avant son aînée, on fait manger à celle-ci de la tarte retournée sens dessus dessous, d'où l'expression suivante : “A' li ont fait manger de le tarte àrtournée”. »
À la fin du XIXe siècle, la tarte des sœurs Stéphanie (1838-1917) et Caroline Tatin (1847-1911), hôtelières à Lamotte-Beuvron en Sologne, était réputée dans toute la région. Un manuscrit de l'institutrice Marie Souchon indique qu'elles tiennent la recette de la cuisinière anonyme du comte Alfred Leblanc de Chatauvillard.
Le 18 décembre 1899, le quotidien parisien Le Journal racontait ainsi en première page l'arrivée de la fameuse tarte en fin de repas :

« Le diapason monte, éclate, emplit la salle claire, jusqu'au moment où, au milieu de la joie générale et à l'émoi des estomacs satisfaits, mais non rassasiés, apparaît, au bout des doigts de la servante, la tarte de Mlle Tatin. Le bourgogne a circulé ; les cervelles sont légères et les âmes communicatives. Un cri de satisfaction part de toutes les poitrines, une joie des yeux va au-devant de la galette triomphale. Elle est découpée, servie, avalée. »

L'Hôtel Tatin, face à la gare de Lamotte-Beuvron, était fréquenté par de nombreux chasseurs. Une légende veut qu'un dimanche d'ouverture de la chasse, alors qu'elle préparait une tarte aux pommes pour un repas de chasseurs, Stéphanie, étourdie, oublia dans le feu de l'action de mettre une pâte dans le moule et l'enfourna simplement avec des pommes. S'apercevant de son oubli, elle décida de rajouter simplement la pâte par-dessus les fruits et de cuire la tarte ainsi.

### Publications

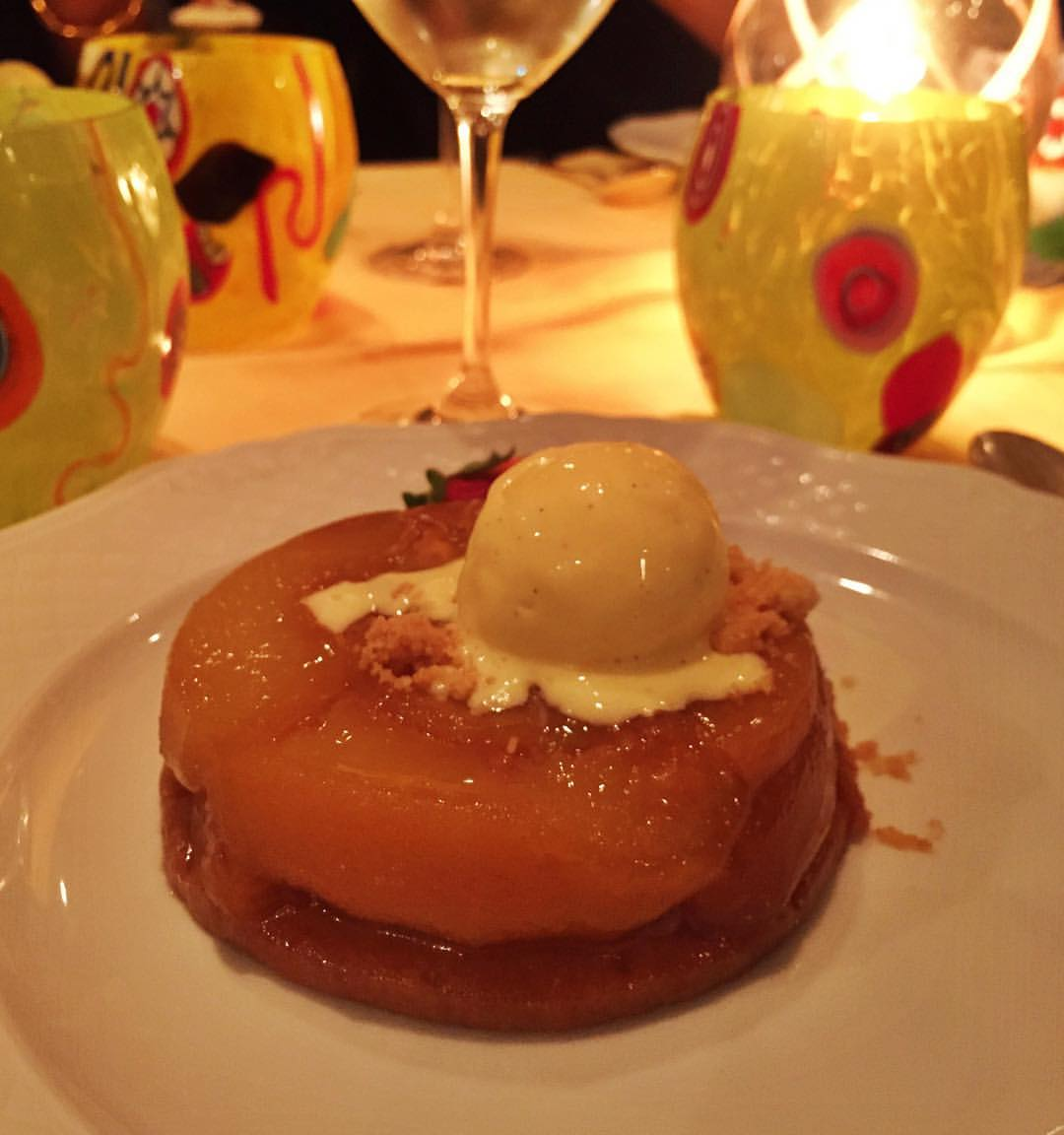
Tarte Tatin individuelle avec boule de parfait à la vanille (usage fréquent).

La recette de Marie Souchon fut publiée, semble-t-il pour la première fois, en 1921 par le poète solognot Paul Besnard dans une revue locale Blois et le Loir-et-Cher avec pour exigence de se servir d'un plat en cuivre,.
La recette figure dans Le Livret d'or de la section gastronomique régionaliste du Salon d'automne de 1923 sous la direction d'Austin de Croze avec pour titre Recette solognote : tarte des Demoiselles Tatin, de Lamotte-Beuvron. Elle est reprise avec le même titre, en décembre de la même année dans Comœdia, sans signature mais avec la même insistance sur l'obligation d'utiliser un moule en cuivre. 
La recette figure dans La France gastronomique - L’Orléanais (1926) de Curnonsky et Marcel Rouff.
La recette est diffusée dans Paris-Soir du 25 août 1929.
En 1931, Hubert Fillay retranscrit la recette que Paul Besnard tenait des demoiselles Tatin dans La Dépêche du Berry (la seule originale lisible en ligne) et précise que la meilleure pomme pour cette tarte est la reinette jaune veinée rouge.

### Légendes
Une seconde légende veut que Curnonsky en ait lancé la mode en 1926 et ait inventé la légende de la maladresse d'une des sœurs,,. Aucun texte de Curnonsky n’y fait allusion. 
Le restaurateur Louis Vaudable, dont le père était devenu propriétaire du restaurant Maxim's en 1932 et qui lui avait succédé en 1942, affirma plus tard en avoir découvert le secret lors d’un dîner à l’auberge des sœurs Tatin, alors qu’il venait chasser en Sologne, ce qui est cependant en réalité très peu plausible puisque les demoiselles Tatin sont décédées respectivement en 1911 et 1917, lorsque Louis Vaudable, né en août 1902, n'avait pas encore quinze ans.

## Popularité

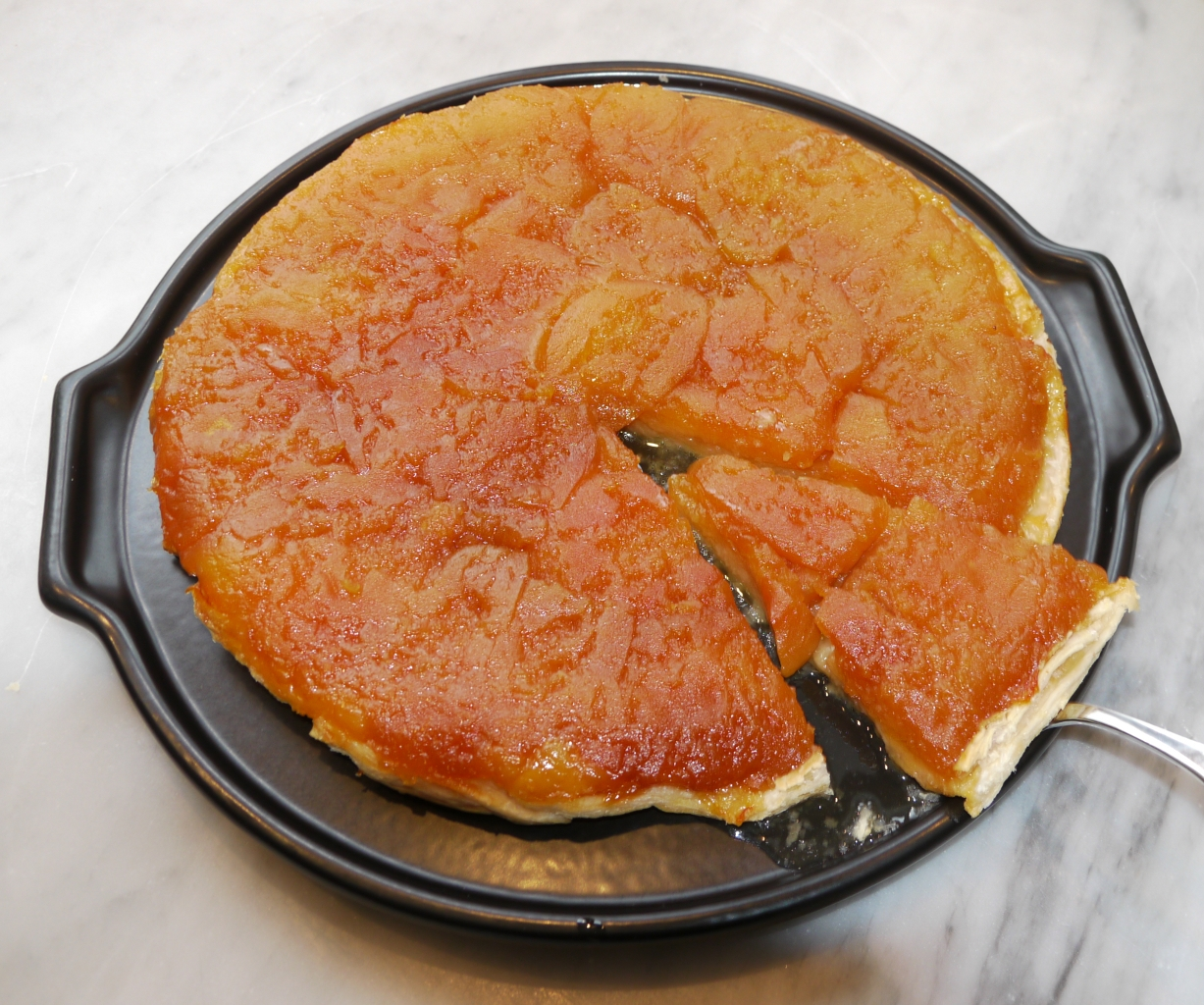
Tatin avec pâte feuilletée.

Ce dessert est un classique des brasseries et restaurants. Il peut être servi avec un ramequin de crème fraîche ou à défaut une boule de crème glacée à la vanille.
Elle est promue par la Confrérie des Lichonneux de Tarte Tatin, fondée en 1978, qui en donne une recette .
Elle profite également d'une promotion à travers différents concours : 
- le concours de la meilleure tarte Tatin du Loir-et-Cher, organisé à Lamotte-Beuvron[16] ;
- le trophée Marcel Fraudet du concours amateur de la Tarte Tatin, à Beaupuy, organisé par Philippe Gardette, président de l'Ordre culinaire international[17] ;
- le concours culinaire de la meilleure tarte Tatin, organisé à Bourdeau dans le cadre du marché des Plaisirs d'automne[18] ;
- le concours de Tarte Tatin d’exception du Centre-Val de Loire, organisé par l'université ouverte des sciences gastronomiques et l’UMIH 37, à la Villa Rabelais à Tours, en partenariat avec la Chambre des métiers et de l’artisanat du Centre Val de Loire, l’association Touraine gourmande, et le Réseau des Lycées hôteliers et CFA de l’Académie d'Orléans-Tours[19].

## Recette
Pour réaliser la tarte, il faut des pommes à la chair ferme, qui tiennent bien à la cuisson. Les meilleures pommes sont les reinettes clochards, les reinettes, ou les Goldens, mais aussi les boskoops ou les calvilles. La pâte peut être feuilletée, sablée ou brisée.